# Cerceris arenaria
Espèce
Cerceris arenaria est une espèce d'insectes hyménoptères de la famille des crabronidés.

## Description
Le premier segment de l'abdomen est arrondi et garni de deux taches jaunes ; les autres segments abdominaux sont séparés par des rétrécissements.

## Habitat
Cette espèce vit à proximité de lieux sablonneux où la femelle creuse des terriers profonds qu'elle garnit de charançons à destination de ses larves. Les adultes s'observent de mai à septembre.